# Masa spoczynkowa elektronu
Masa spoczynkowa elektronu – masa elektronu pozostającego w spoczynku w inercjalnym układzie odniesienia. Rozróżnienie między masą spoczynkową a masą cząstki poruszającej się jest istotne z punktu widzenia fizyki relatywistycznej i ma znaczenie np. w przypadku zjawisk i eksperymentów z dziedziny fizyki cząstek elementarnych. Jej wartość podana przez CODATA na podstawie pomiarów w roku 2022 wynosi:
{\displaystyle m_{e}=9{,}1093837139(28)\cdot 10^{-31}\ {\text{kg}}}

Historia oceny masy elektronu

Wartości na podstawie wcześniejszych pomiarów:
{\displaystyle m_{e}=9{,}1093837015(28)\cdot 10^{-31}\ {\text{kg}}} (2018)
{\displaystyle m_{e}=9{,}10938356(11)\cdot 10^{-31}\ {\text{kg}}} (2014)
{\displaystyle m_{e}=9{,}10938291(40)\cdot 10^{-31}\ {\text{kg}}} (2010)
{\displaystyle m_{e}=9{,}10938215(45)\cdot 10^{-31}\ {\text{kg}}} (2007)
{\displaystyle m_{e}=9{,}1093826(16)\cdot 10^{-31}\ {\text{kg}}} (2002)
{\displaystyle m_{e}=9{,}10938188(72)\cdot 10^{-31}\ {\text{kg}}} (1998)
{\displaystyle m_{e}=9{,}1093897(54)\cdot 10^{-31}\ {\text{kg}}} (1986)